# Megalagrion oresitrophum
Megalagrion oresitrophum là loài chuồn chuồn trong họ Coenagrionidae. Loài này được Perkins mô tả khoa học đầu tiên năm 1899.